# Liceo Militar General Espejo
El Liceo Militar «General Espejo» (LMGE) es un instituto de formación militar del Ejército Argentino con asiento en la guarnición militar de Mendoza y con dependencia de la Dirección General de Educación.

## Historia
El 26 de agosto de 1947, el presidente Juan Domingo Perón dispuso la creación de un liceo militar en la ciudad de Mendoza para servir a la región de Cuyo. La idea surgió a propuesta del ministro de Guerra Humberto Sosa Molina. El Liceo Militar General Espejo (LMGE) comenzó a funcionar en el año 1948.
El LMGE se alojó en el Cuartel del 8.º Batallón de Zapadores mientras se adecuaban sus instalaciones, las que pertenecían al Regimiento de Infantería de Montaña 16, que abandonaba Mendoza para radicarse en la Guarnición de Ejército «Uspallata».
En el año 1964, se construyó una pista de atletismo y una plaza de armas. En 1980 se erigió un monumento al general Gerónimo Espejo, que presta el nombre al instituto.
La Dirección del Liceo Militar «General Espejo» estuvo a cargo de la Jefatura del Área 331 que dependía de la Jefatura de la Subzona 33, que estaba dirigida por el Comando de la VIII Brigada de Infantería de Montaña.

## Alumnado del Liceo Militar General Espejo
- Jorge Casco. Teniente de la Fuerza Aérea Argentina. Muerto en combate durante la Guerra de Malvinas el 9 de mayo de 1982.[4]
- .Oscar Augusto Silva. Subteniente de infantería muerto en combate durante la Guerra de Malvinas el 13 de junio de 1982.[5][6] Condecorado por su valor en la lucha.
- Coronel mayor VGM Lautaro Jiménez Corbalán[7]
- Julio Cleto Cobos. Exgobernador de Mendoza.